# 石原家住宅 (名古屋市)
石原家住宅（いしはらけじゅうたく）は、愛知県名古屋市北区東水切町1-17にある町屋。主屋が登録有形文化財。

## 歴史
1936年（昭和11年）に建てられた。2008年（平成20年）に増改築がなされた。
2011年（平成23年）7月25日、主屋が登録有形文化財に登録された。昭和初期における都市住宅の典型例と評価されている。

## 建築
- 木造平屋建、桟瓦葺[1]。東側は入母屋造、西側は切妻造[1]。建築面積131平方メートル[1]。桁行14メートル、梁間10メートル[1]。通りに北面して建ち、外壁は黒漆喰塗である[1]。
- 1936年（昭和11年）竣工[2]。2011年（平成23年）7月25日、登録有形文化財に登録された[1]。

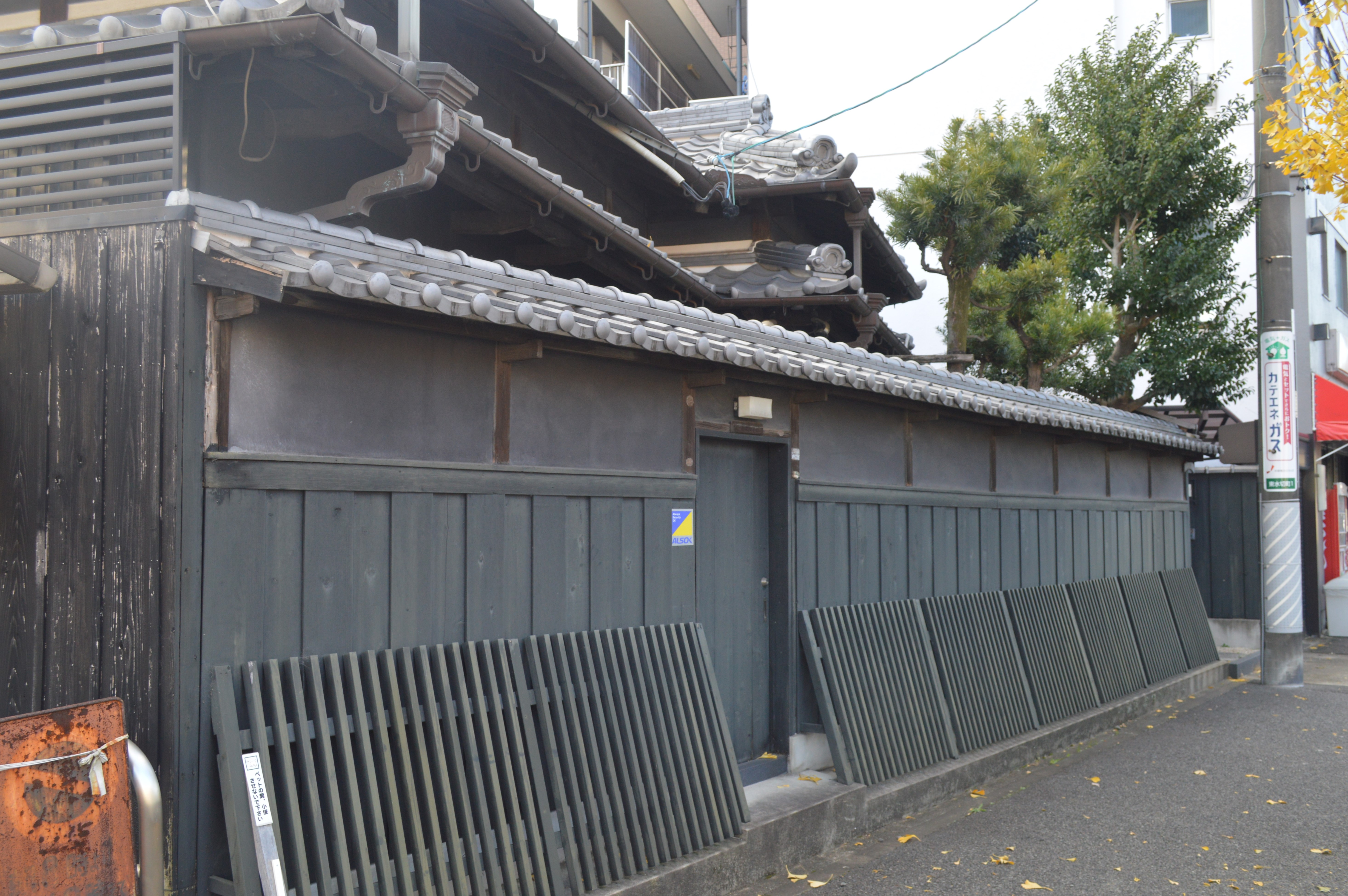
北面
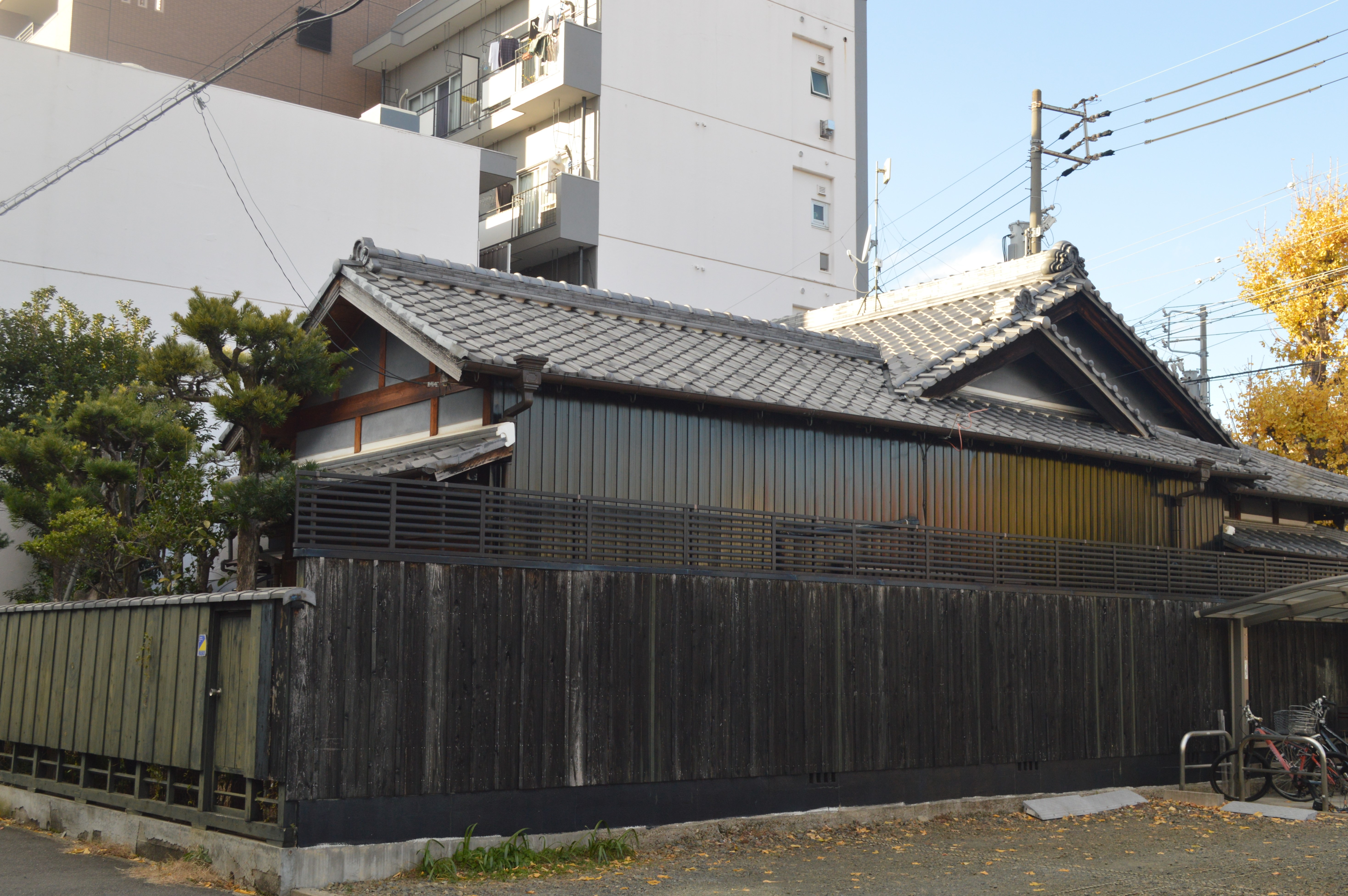
西面と南面